# 陸慶臻
陸慶臻，字集生，江南金山衛人，明末清初文人。

## 生平
崇禎十五年（1642年）舉壬午科應天府鄉試。順治八年，揀選推官，陸慶臻不受。於陝西、山西間遊歷，暮年歸里，一文不名，哭泣道：「得墓田一笏營葬足矣！」故又號笏田。工詩，著有《薺園詩稿》。